# Peczeniżyn (gmina)
Peczeniżyn – dawna gmina wiejska w powiecie kołomyjskim województwa stanisławowskiego II Rzeczypospolitej. Siedzibą gminy było miasto Peczeniżyn, które stanowiło osobna gminę miejską.
Gminę utworzono 1 sierpnia 1934 r. w ramach reformy na podstawie ustawy scaleniowej z dotychczasowych gmin wiejskich: Kluczów Mały, Markówka, Młodiatyn, Peczeniżyn, Rungury i Słoboda Rungurska.
Do Agresji ZSRR na Polskę w granicach Polski, po II wojnie światowej obszar gminy znalazł się w ZSRR.